# Doug Sharp
Doug Sharp   (Marion, 27 de novembre de 1969) és un atleta i pilot de bob estatunidenc, ja retirat, que va competir durant les dècades de 1990 i 2000.
S'inicià en l'atletisme com a saltador de perxa. També va competir en futbol americà i hoquei sobre gel. Una lesió mentre intentava classificar-se pels Jocs d'Atlanta de 1996 el va portar a iniciar-se en el bob.
El 2002 va prendre part als Jocs Olímpics d'Hivern de Salt Lake City, on va guanyar la medalla de bronze en la prova de bobs a quatre del programa de bobsleigh. Formà equip amb Brian Shimer, Mike Kohn i Dan Steele. El 2010 va disputar, sense sort, els Jocs de Vancouver.